# Selva dei Molini
Selva dei Molini, németül: Mühlwald, település Olaszországban, Bolzano autonóm megyében. Lakosainak száma 1402 fő (2023. január 1.). Selva dei Molini Campo Tures, Chienes, Gais, Terento, Val di Vizze, Valle Aurina, Vandoies, Falzes és Finkenberg községekkel határos.

## Népesség
A település népességének változása:
| Lakosok száma | 1439 | 1437 | 1402 |
|               | 2017 | 2018 | 2023 |